# 聖ヨハネ座堂 (香港)
座標: 北緯22度16分43.86秒 東経114度9分34.41秒 / 北緯22.2788500度 東経114.1595583度

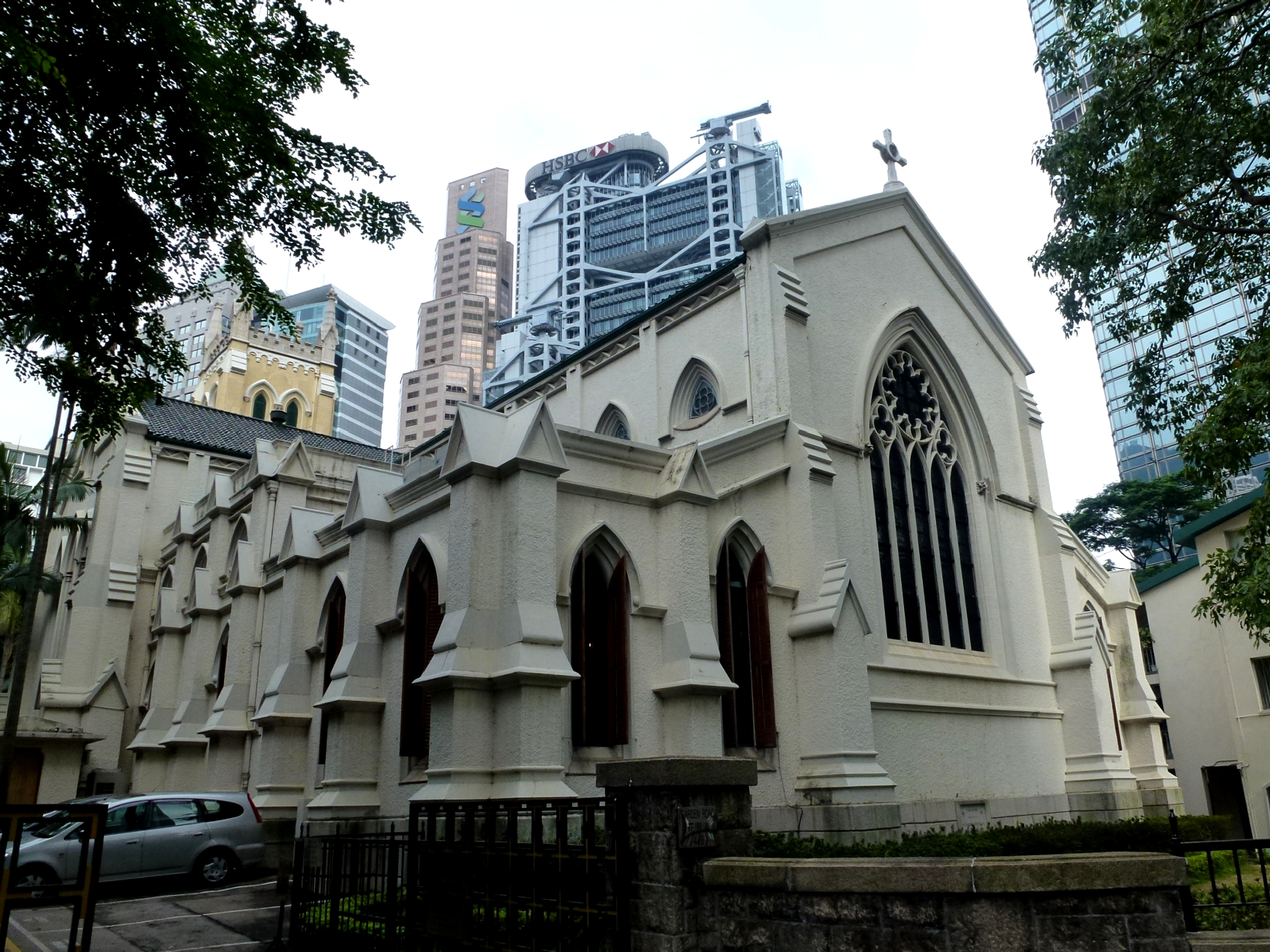
聖ヨハネ主教座堂（香港）の外部

聖ヨハネ主教座堂（せいヨハネしゅきょうざどう、聖約翰座堂、英文：St. John's Cathedral）は香港中西区花園道4-8号にあるキリスト教教会で、香港聖公会管区および香港島教区の主教座聖堂である。

## 歴史
聖堂は1847年に建設を開始し、1848年に完成し、1849年に献堂された香港に現存する最古の教会堂で、極東で最古の聖公会教会堂である。
1941年から1945年の日本軍占領時代には日本人倶楽部として使用した。
1997年7月1日の香港返還以前は英国の国旗をかかげていたが、いまはない。

## 礼拝

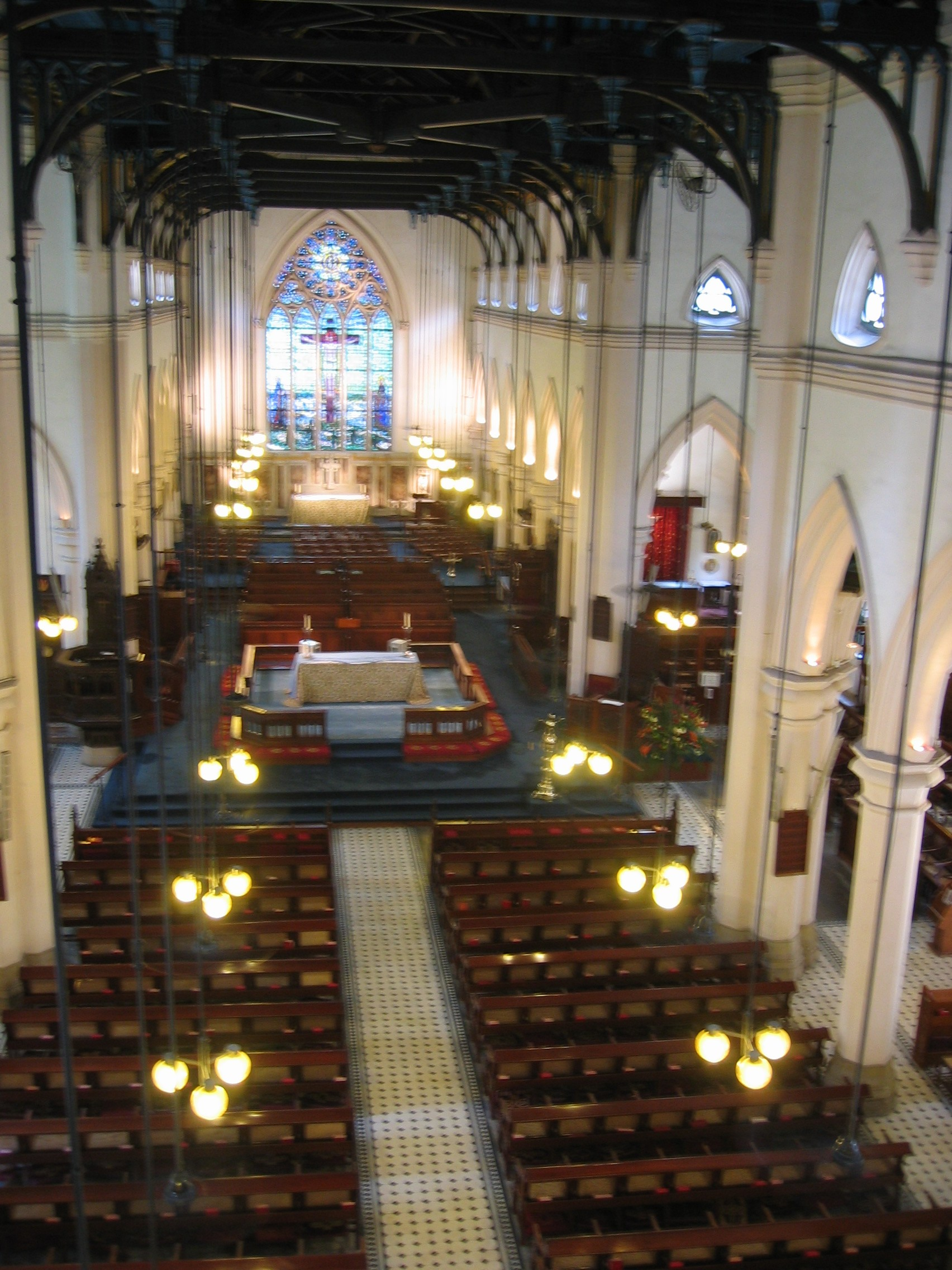
聖ヨハネ座堂（香港）の内部

礼拝は毎日行われていて、英語、広東語、普通話、フィリピノ語などで行われている。

## 礼拝以外に
この聖堂は香港の中環（セントラル Central）と呼ばれる中心部にあり、政府関係の建物の近くであり、さまざまな人々が宗派のいかんを問わず、デモの合間などに聖堂を適宜利用している。